# Louis Vingarassamy
Louis Vingarassamy né le 25 août 1880 à Capesterre-Belle-Eau en Guadeloupe et mort à Paris le 7 avril 1951, est un haut fonctionnaire français, gouverneur honoraire des colonies en Afrique Équatoriale et Occidentale Française.

## Biographie
Après des études à l’école coloniale, il commence sa carrière comme administrateur stagiaire des colonies en 1905.
En 1918 se forma au Gabon, à Libreville, une cellule de la Ligue des droits de l'homme et du Citoyen appelée Jeune Gabon. Cette organisation de jeunes intellectuels gabonais critiquaient les abus et la politique arbitraire des administrateurs coloniaux en poste au Gabon. Malgré les instructions de sa hiérarchie, Louis Vingarassamy, alors Administrateur-Maire de Libreville soutient la naissance de ce mouvement. Il est sanctionné. C’était pour le gouverneur général des colonies Frédéric Estèbe une lourde faute car « l’attitude et les visées politiques de ce groupe seraient néfastes à l’autorité et au prestige de la France ».
Il demeure de 1921 à 1936 Administrateur en chef des colonies, puis il est mis à la retraite après avoir refusé le poste de secrétaire général par intérim en Martinique. En 1937 le Président de la République Albert Lebrun et le ministre d'état Maurice Viollette le nomment à titre honorifique, Gouverneur Honoraire des colonies.
Il est également nommé en 1927 Chevalier de la légion d’honneur, puis promu au grade d’Officier de la légion d’honneur en 1937.